# 高妍
高妍（ガオ・イェン Gao Yan）は台湾出身の漫画家・イラストレーター。台湾の都市生活を描いた『緑の歌』などで知られ、現在は日本と台湾で活動する。

## 概要
1996年、台北市生まれ。台湾芸術大学視覚伝達デザイン学系卒業、沖縄県立芸術大学絵画専攻に短期留学。在学中から同人誌などの製作を開始、自らの大学での経験を色濃く反映させた漫画作品『緑の歌』を描き始めた。この作品は内向的な少女が主人公で、70年代の日本のバンド「はっぴいえんど」や岩井俊二の映画『リリイ・シュシュのすべて』、村上春樹の小説など日本の文化に触れたことがきっかけで、少女が自らの世界を広げてゆく様子をたどる。この作品が細野晴臣らの目にとまったことがひとつのきっかけとなって、2019年に村上春樹『猫を棄てる』の表紙絵・挿画を担当する。同年、フランスのアングレーム国際漫画祭の台湾パビリオン担当に抜擢され参加。2020年から日本の漫画雑誌『コミックビーム』に上述の『緑の歌』を加筆修正して連載。これが2022年には『緑の歌 ─ 収集群風 ─ 』が日本で刊行され、浅野いにおなど日本の漫画家からも広く注目を集めるようになった。
2025年には『コミックビーム』での連載をもとにした『隙間』1・2巻を刊行。このほか日本映画『ぼくのお日さま』海外版ポスターを手がけるなど、台北と東京で活動を広げている。

## 著書
- 『November Diary』2021[14]
- 『緑の歌 ─ 収集群風 ─ 』上下、KADOKAWA、2022 ISBN 978-4047370777
- 『隙間』１・2巻、KADOKAWA、2025 ISBN 978-4047381483